# Бєлозор Олександр Іванович
Олександр Іванович Бєлозор (8 грудня 1963, Чернігів  — 27 травня 2017, Київ) — український художник. Першим в Україні писав картини під водою. Єдиний художник в історії України, внесений до Книги рекордів Гіннеса.

## Життєпис
О. І. Бєлозор народився 8 грудня 1963 року в Чернігові. Виріс і закінчив загальноосвітню школу у м. Борзна Чернігівської області.
В 1985 закінчив художньо-графічний факультет Одеського педагогічного інституту імені К. Д. Ушинського. Дипломна робота була визнана найкращою.
Жив і працював Києві.
Встановив рекорд зареєстрований «Книгою рекордів України» в категорії «Мистецтво. Вперше» за картину розміром 0,7×1,0 м, написану на глибині 12 метрів за 1 год 20 хвилин.
Найбільша серія підводних робіт художника вийшла у 2009-му. За цей період художник об'їздив Червоне море, Адріатику, Кариби.
Помер 27 травня 2017 року в Києві внаслідок гіперглікемічної коми. Похований в місті Борзна на Чернігівщині біля могил батьків.

## Творчість
Писав в різних техніках: графіка, живопис, асамбляж, колаж і склоемаль. Свої картини художник почав писати в 2004 році і досить швидко набув популярності. Художник винайшов власну техніку підводного живопису. Під водою Олександр малював не пензлем, а використовував спеціальну лопаточку — мастихін. Полотно обробляв спеціальним розчином, щоб полотно не намокало і не втрачало форму. Під кожною його картиною, крім назви, зазначене море, сіль якого та чи інша робота увібрала в себе. І ще вказано глибину, на яку довелося зануритися художнику.
- Червоне море — Гамар 2013 р. (глибина 11,3 м).
- Адріатичне море — Крапані, 2012 р. (глибина 8,6 м).
- Червоне море — Тистельгорм 2010 р. (глибина 20,6 м).
- Червоне море — Затонуле судно, 2013 р. (глибина 21,5 м).

### Міжнародні виставки
- 2009 рік — Другий Міжнародний «Конкурс без кордонів!» за підтримкою міжнародної асоціації ЮНЕСКО;
- 2009 рік — Фестиваль підводного зображення «Срібна акула», гран-прі за кращу художню роботу.

### Закордонні виставки
- 1994 рік — Чеський Крумлов, Чехія
- 1994 рік — Клаусталь — Целлерфельд, Гановер
- 1995 рік — Прага, Чехія
- 1995 рік — Париж, Франція

### Всеукраїнські художні виставки
- 1993 рік — Голодомор — м. Київ
- 1993 рік — Весна — 93 — м. Київ
- 1993 рік — Осінь — 93 — м. Київ
- 1994 рік — Весна — 94 — м. Київ
- 1994 рік — 50-річчя звільнення України від фашизму — м. Київ
- 1995 рік — За мир без екстремізму й фашизму — м. Київ
- 1995 рік — 50-річчя Перемоги — м. Київ
- 1995 рік — 400-річчя від дня народження Б.Хмельницького — м. Київ
- 1999 рік — Дивосвіт України — Галерея «Будинок Миколи» — м. Київ
- 1997 рік — 900-річчя від дня з'їзду князів у Любечі — м. Славутич
- 1997 рік — Збори Ради Європейського Банку реконструкції й розвитку в м. Києві — м. Київ
- 2007 рік — День Художника — м. Київ
- 2007 рік — Великдень — м. Київ
- 2006 рік — (День Художника)" — м. Київ
- 2009 рік — «День Художника» — м. Київ
- 2009 рік — «Завзято», галерея «Карась» — м. Київ

### Персональні виставки
- 1995 рік — м. Чернігів
- 1996 рік — м. Чернігів
- 1997 рік — м. Славутич
- 1997 рік — м. Київ, Печерська Лавра
- 1999 рік — м. Київ, галерея «Акварель»
- 2003 рік — м. Київ, галерея «Печерська»
- 2004 рік — м. Чернігів, галерея Укрсоцбанка
- 2005 рік — м. Київ, галерея «Печерська»
- 2007 рік — м. Київ, галерея «Печерська»
- 2009 рік — Київська міська муніципальна галерея «Лавра»

### Фільми за участю Олександра Бєлозора
- 1998 рік — «Мистецька мансарда Олександра Бєлозора» — Грає самого себе (документальний фільм, студія «Альтернатива»)
- 2003 рік — «Знак Божої іскри»[9] — В ролі художника Олександра Богомазова (режисер фільму Ігор Недужко[10], студія Київнаукфільм)
- 2004 рік — «У моєму саду ростуть піраміди» — Грає самого себе (документальний фільм)
- 2004 рік — «Портрет, написаний глибиною» — Грає самого себе (фільм-призер фестивалю в Антибах, Франція)
- 2009 рік — «В пошуках світла» — Грає самого себе (документальний фільм, канал Культура, Україна)